# Tersonia cyathiflora
Genre
Espèce
Classification phylogénétique
Tersonia cyathiflora est une espèce monotypique de plante à fleurs de la famille des Gyrostemonaceae endémique d'Australie-Occidentale.